# Jacob Lindner
Jacob Lindner, auch Jakob Lindner (* 29. Juli 1810 in Coburg; † 1. Juni 1889 ebenda), war ein deutscher Theatermeister, Architekt und herzoglicher Bauinspektor.

## Leben und Wirken

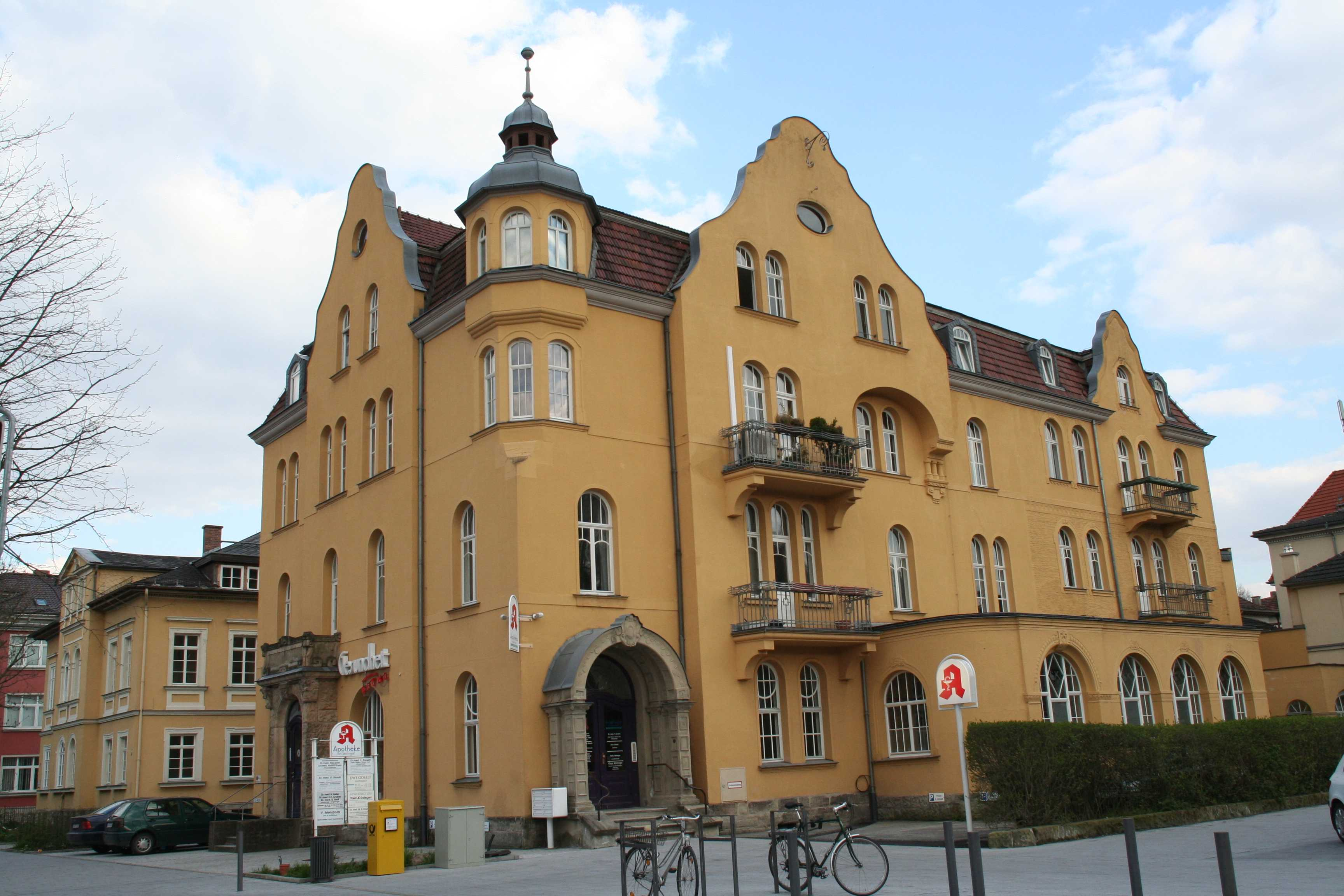
Bahnhofsplatz 2 – ehemals Hotel Reichsgraf

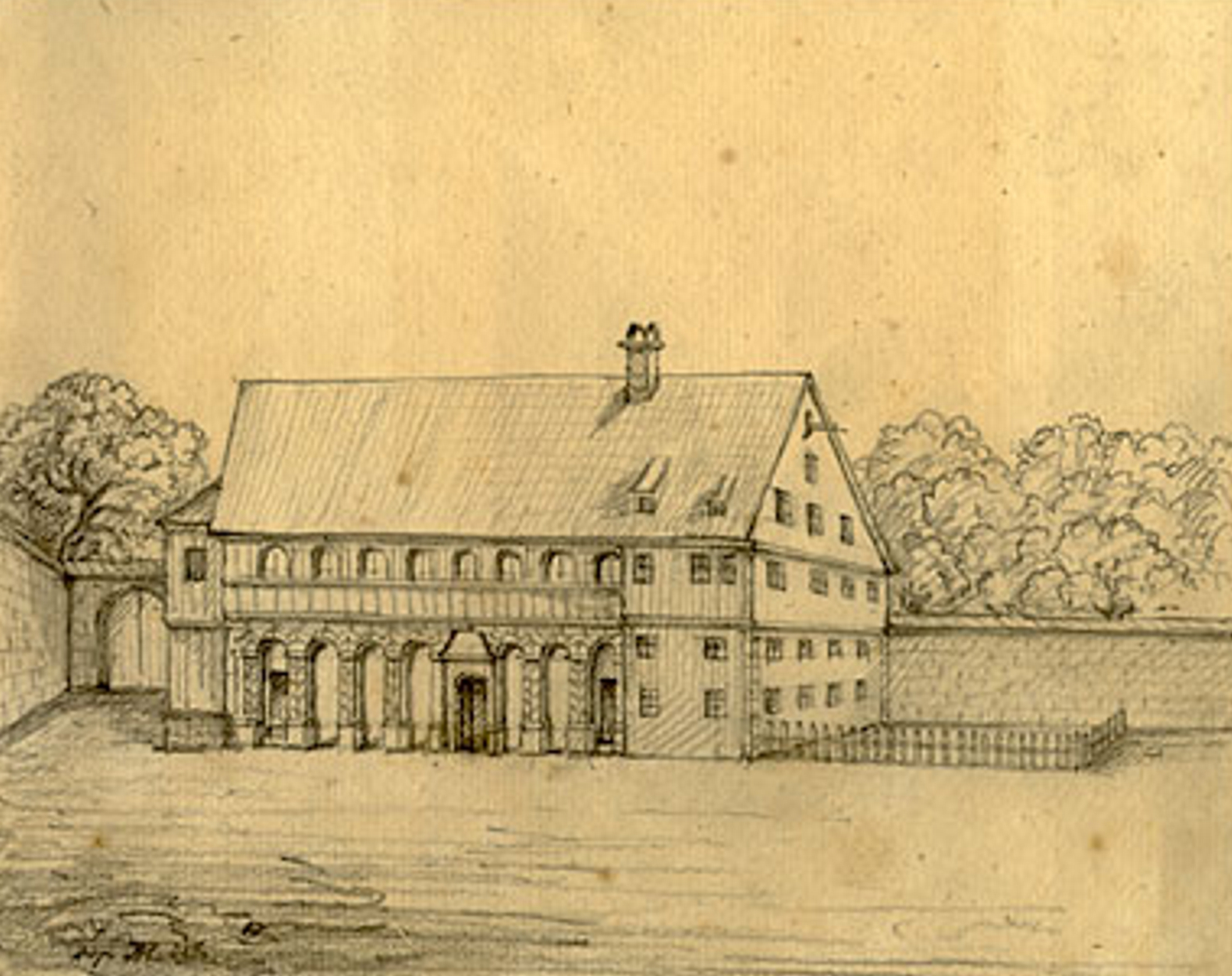
Altes Ballhaus, Zeichnung von Jacob Lindner

Lindner studierte Bühnentechnik und Bauwesen in Leipzig, Berlin und Dresden und wurde 1840 Theatermeister im herzoglichen sächsischen Hoftheater zu Gotha. Ab 1841 begann er zusätzlich in Coburg als Architekt und Bauleiter tätig zu werden, ermöglicht durch das Doppelherzogtum Sachsen–Coburg und Gotha. Im September 1849 wurde er herzoglicher Bauverwalter und wirkte in dieser Position maßgeblich beim Umbau der Veste Coburg in den Jahren 1851 bis 1859 mit, übernahm aber auch weiterhin private Aufträge als Planer und Bauleiter. Ab 1851 setzte er sich als Mitglied des Planungskomitees für den Neubau der Kirche St. Augustin in der Festungsstraße ein.
Dekorations- und Organisationstalent bewies Lindner bei der Durchführung des 2. Sängertages 1855, des ersten Deutschen Turnfestes 1860, der Tagung des Deutschen Nationalvereins und anderer Festlichkeiten. 1862 ernannte Herzog Ernst II. Lindner zum herzoglichen Bauinspektor. Seine sogenannten Lindner–Alben mit Ansichten der Stadt und ihren Gebäuden ab 1850 sind wichtige historische Bildquellen. Die Alben sind im Stadtarchiv, in der Landesbibliothek Coburg und in den Kunstsammlungen der Veste Coburg aufbewahrt. Sie geben auch Aufschlüsse über nicht mehr bestehende oder wesentlich veränderte Gebäude.

## Bauwerke
Lindners Bauwerke prägen bis heute das Coburger Stadtbild und zählen zu den denkmalgeschützten Bauten:
- Allee (Neubau Dekorationsmauer 1845)
- Bahnhofsplatz 2 (Neubau 1867)
- Casimirstraße (Friedhofsmauer 1860)
- Lossaustraße 5 (Neubau 1865)
- Steinweg 68 (Neubau Dekorationsmauer 1863/64)
- Steinweg 70 (Ausbau 1864/65)
- Untere Anlage (Neubau Dekorationsmauer 1869)